# فعل ماضي (مسلسل)
فعل ماضي هو مسلسل قصير كويتي عُرض في 29 أغسطس 2024، من تأليف علياء الكاظمي وإخراج عبدالله بوشهري، بطولة شجون الهاجري، محمود بوشهري، علي كاكولي، زينة مكي.

## ملخص القصة
تتغير حياة هند التي تعيش في هدوء مع عائلتها وتنقلب رأسًا على بعد ظهور صديقها السابق براك، مما يهدد بانكشاف ماضيها المظلم، الذي لا يمكن الهروب منه مهما مر الزمن.